# Solbus C 9,5
Solbus C 9,5, Solbus LH 9,5 − autobus międzymiastowy lokalny (C 9,5) lub turystyczny (LH 9,5) produkowany od lipca 2002 do marca 2007 przez Fabrykę Autobusów "Solbus" w Solcu Kujawskim na licencji czeskiej firmy SOR Libchavy.

## Historia

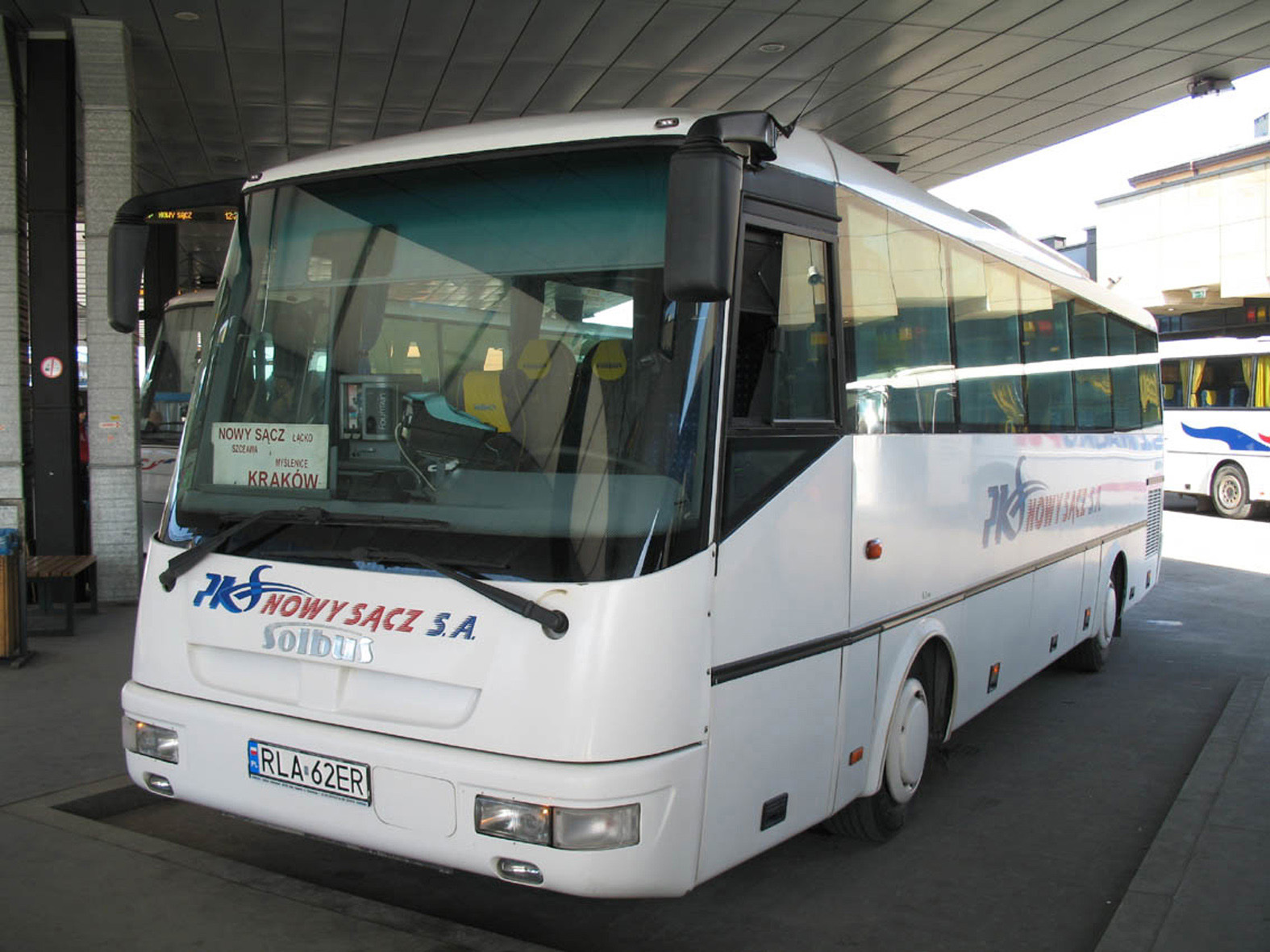
Solbus C 9,5 w barwach PKS Nowy Sącz

Do produkcji międzymiastowego modelu "Solbus C 9,5" zgodnie z umową licencyjną wykorzystywano podzespoły znanych światowych firm, sprowadzane za pośrednictwem firmy SOR Libchavy. Były to zwłaszcza silniki firmy Iveco oraz tylne zawieszenie ze sztywnym mostem napędowym ArvinMeritor U 167E.
Autobus posiada panoramiczną, jednoczęściową szybę przednią o dość dużym kącie nachylenia. Pochylona jest również ściana tylna. W układzie napędowym początkowo zastosowano wysokoprężny, 6-cylindrowy silnik Iveco 8060.22 Euro 2 z bezpośrednim wtryskiem paliwa, z turbodoładowaniem i chłodnicą powietrza doładowującego, o mocy 207 KM (152 kW) przy 2700 obr./min. i pojemności 5,861 dm³, usytuowany w pozycji leżącej na zwisie tylnym. Jego maksymalny moment obrotowy wynosił 660 Nm przy 1400 obr./min. Współpracował on z 6 stopniową, mechaniczną skrzynią biegów Iveco typu 2865.6. Samonośna konstrukcja "Solbusa C 9,5" wykonana jest ze stalowych profili zamkniętych o podwyższonej wytrzymałości. Wiele elementów poszycia zewnętrznego tj. dach, ściana przednia i tylna, luki bagażowe i zderzaki wykonanych jest z tworzyw sztucznych PWS wklejonych do szkieletu nadwozia. Boczne ściany wykonano z blachy ocynkowanej. Od III kwartału 2005 roku Solbus C9,5 produkowany był ze zmienioną ścianą przednią, zrywającą ze stylistyką jak w czeskim odpowiedniku.

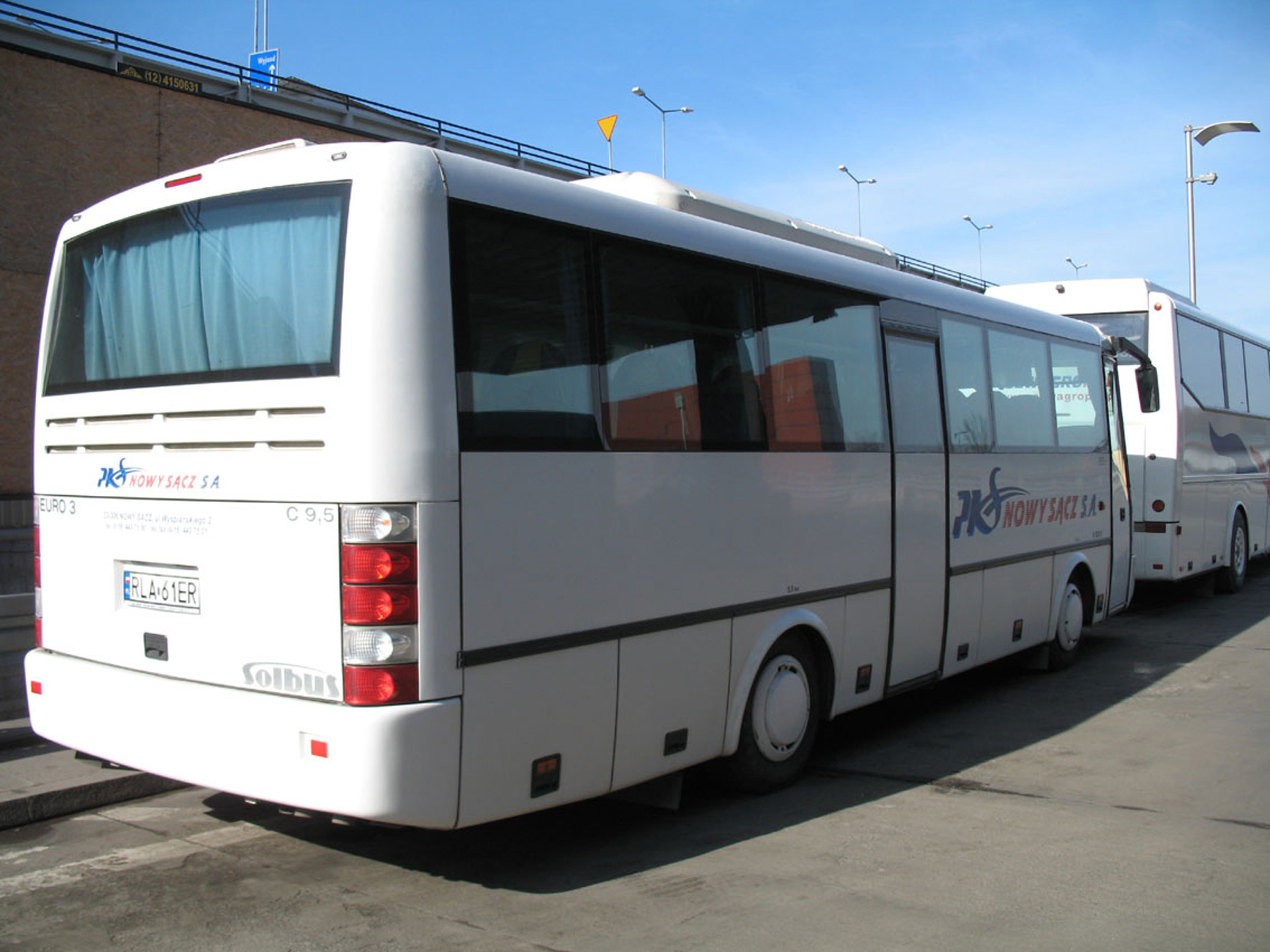
Solbus C 9,5 od tyłu

"Solbus C 9,5" ma centralny układ smarowania. Poziom hałasu zewnętrznego nie przekracza 79 dB, a wewnętrznego - 78 dB. Zastosowano pneumatyczny układ hamulcowy z hamulcami tarczowymi na wszystkich osiach oraz systemy ABS i ASR firmy Wabco. Szyby wklejono do nadwozia. Ogrzewanie przestrzeni pasażerskiej zapewnia system wodny i dodatkowe, niezależne nagrzewnice firmy Eberspeacher lub Webasto. Wentylacja odbywa się dzięki lukom dachowym i uchylnym bocznym oknom oraz poprzez trzy elektryczne wyciągi. Przestrzeń bagażowa w "Solbusie C 9,5" wynosi 4,0 m³. Dodatkowo na wewnętrznych, siatkowych półkach mieści się ok. 0,9 m³ bagażu podręcznego. Przeprowadzane przez firmę Solbus modernizacje przyczyniły się do znacznego wzrostu masy własnej autobusu.
W 2005 r. "Solbus" wprowadził do sprzedaży bez licencji czeskiej firmy model turystyczny "Solbus LH 9,5", wzorowany na modelu "SOR LH 9,5". Konstrukcyjnie bazuje on na modelu "C 9,5". W latach 2005–2006 sprzedano w Polsce 13 sztuk tego modelu. Jego wprowadzenie stało się jednym z powodów wypowiedzenia 15 marca 2006 r. umowy licencyjnej na wszystkie modele firmy SOR Libchavy. Wypowiedzenie to weszło w życie po roku, czyli 31 marca 2007.
"Solbus LH 9,5" różni się od modelu podstawowego m.in. wyższym poziomem podłogi, a tym samych większą przestrzenią bagażową (5,6 m³) i wyższą o 15 cm wysokością autobusu. Zastosowano w nim nową ścianę przednią, w której zastosowano reflektory punktowe i wyeliminowano zbędne przetłoczenia. "Solbus LH 9,5" mieści na miejscach siedzących od 36 do 38 pasażerów, kierowcę i pilota. Dodatkowe dwa miejsca siedzące uzyskuje się, montując w wyjściu rozkładany fotel. Drugie drzwi, w zależności od życzenia klienta mogą się znajdować pomiędzy osiami lub na zwisie tylnym. W tym drugim wariancie zwiększa się kubatura przestrzeni bagażowej, przy zachowaniu identycznej liczby miejsc pasażerskich. Dolne segmenty kratownicy i szkieletu nadwozia "Solbusa LH 9,5" wykonano ze stali nierdzewnej, podobnie jak część elementów poszycia zewnętrznego, przymocowanego szkieletu metodą klejenia.
W styczniu 2002 roku, podczas spotkania PIGTSIS, zadebiutował Solbus LC 9,5 w wersji kombi. Prawdopodobnie nie wszedł on do produkcji seryjnej. Powstał również prototyp autobusu szkolnego ("gimbusa") oznaczonego Solbus C 9,5 S.